# Lista municipiilor din Goiás

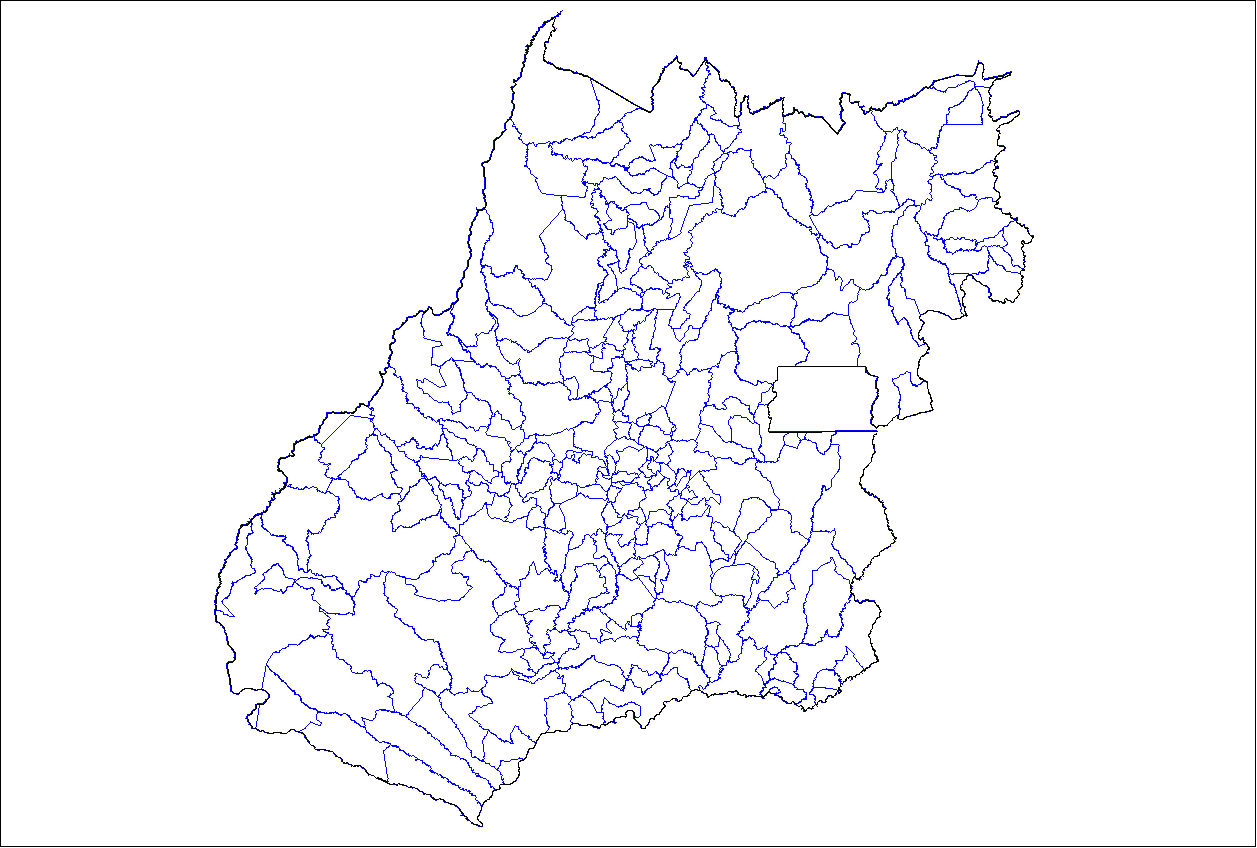
Municipiile din Goias, Brazilia

Aceasta este lista municipiilor din statul Goiás (GO), Brazilia.

## Ordonate după regiune
| Mezoregiune     | Microregiune           | Municipiu                   |
| --------------- | ---------------------- | --------------------------- |
| Centro Goiano   | Anapolis               | Anápolis                    |
| Centro Goiano   | Anapolis               | Araçu                       |
| Centro Goiano   | Anapolis               | Brazabrantes                |
| Centro Goiano   | Anapolis               | Campo Limpo de Goiás        |
| Centro Goiano   | Anapolis               | Caturaí                     |
| Centro Goiano   | Anapolis               | Damolândia                  |
| Centro Goiano   | Anapolis               | Heitoraí                    |
| Centro Goiano   | Anapolis               | Inhumas                     |
| Centro Goiano   | Anapolis               | Itaberaí                    |
| Centro Goiano   | Anapolis               | Itaguari                    |
| Centro Goiano   | Anapolis               | Itaguaru                    |
| Centro Goiano   | Anapolis               | Itauçu                      |
| Centro Goiano   | Anapolis               | Jaraguá                     |
| Centro Goiano   | Anapolis               | Jesúpolis                   |
| Centro Goiano   | Anapolis               | Nova Veneza                 |
| Centro Goiano   | Anapolis               | Ouro Verde de Goiás         |
| Centro Goiano   | Anapolis               | Petrolina de Goiás          |
| Centro Goiano   | Anapolis               | Santa Rosa de Goiás         |
| Centro Goiano   | Anapolis               | São Francisco de Goiás      |
| Centro Goiano   | Anapolis               | Taquaral de Goiás           |
| Centro Goiano   | Anicuns                | Adelândia                   |
| Centro Goiano   | Anicuns                | Americano do Brasil         |
| Centro Goiano   | Anicuns                | Anicuns                     |
| Centro Goiano   | Anicuns                | Aurilândia                  |
| Centro Goiano   | Anicuns                | Avelinópolis                |
| Centro Goiano   | Anicuns                | Buriti de Goiás             |
| Centro Goiano   | Anicuns                | Firminópolis                |
| Centro Goiano   | Anicuns                | Mossâmedes                  |
| Centro Goiano   | Anicuns                | Nazário                     |
| Centro Goiano   | Anicuns                | Sanclerlândia               |
| Centro Goiano   | Anicuns                | Santa Bárbara de Goiás      |
| Centro Goiano   | Anicuns                | São Luís de Montes Belos    |
| Centro Goiano   | Anicuns                | Turvânia                    |
| Centro Goiano   | Ceres                  | Barro Alto                  |
| Centro Goiano   | Ceres                  | Carmo do Rio Verde          |
| Centro Goiano   | Ceres                  | Ceres                       |
| Centro Goiano   | Ceres                  | Goianésia                   |
| Centro Goiano   | Ceres                  | Guaraíta                    |
| Centro Goiano   | Ceres                  | Guarinos                    |
| Centro Goiano   | Ceres                  | Hidrolina                   |
| Centro Goiano   | Ceres                  | Ipiranga de Goiás           |
| Centro Goiano   | Ceres                  | Itapaci                     |
| Centro Goiano   | Ceres                  | Itapuranga                  |
| Centro Goiano   | Ceres                  | Morro Agudo de Goiás        |
| Centro Goiano   | Ceres                  | Nova América                |
| Centro Goiano   | Ceres                  | Nova Glória                 |
| Centro Goiano   | Ceres                  | Pilar de Goiás              |
| Centro Goiano   | Ceres                  | Rialma                      |
| Centro Goiano   | Ceres                  | Rianápolis                  |
| Centro Goiano   | Ceres                  | Rubiataba                   |
| Centro Goiano   | Ceres                  | Santa Isabel                |
| Centro Goiano   | Ceres                  | Santa Rita do Novo Destino  |
| Centro Goiano   | Ceres                  | São Luíz do Norte           |
| Centro Goiano   | Ceres                  | São Patrício                |
| Centro Goiano   | Ceres                  | Uruana                      |
| Centro Goiano   | Goiania                | Abadia de Goiás             |
| Centro Goiano   | Goiania                | Aparecida de Goiânia        |
| Centro Goiano   | Goiania                | Aragoiânia                  |
| Centro Goiano   | Goiania                | Bela Vista de Goiás         |
| Centro Goiano   | Goiania                | Bonfinópolis                |
| Centro Goiano   | Goiania                | Caldazinha                  |
| Centro Goiano   | Goiania                | Goianápolis                 |
| Centro Goiano   | Goiania                | Goiânia (State Capital)     |
| Centro Goiano   | Goiania                | Goianira                    |
| Centro Goiano   | Goiania                | Guapó                       |
| Centro Goiano   | Goiania                | Hidrolândia                 |
| Centro Goiano   | Goiania                | Leopoldo de Bulhões         |
| Centro Goiano   | Goiania                | Nerópolis                   |
| Centro Goiano   | Goiania                | Santo Antônio de Goiás      |
| Centro Goiano   | Goiania                | Senador Canedo              |
| Centro Goiano   | Goiania                | Terezópolis de Goiás        |
| Centro Goiano   | Goiania                | Trindade                    |
| Centro Goiano   | Ipora                  | Amorinópolis                |
| Centro Goiano   | Ipora                  | Cachoeira de Goiás          |
| Centro Goiano   | Ipora                  | Córrego do Ouro             |
| Centro Goiano   | Ipora                  | Fazenda Nova                |
| Centro Goiano   | Ipora                  | Iporá                       |
| Centro Goiano   | Ipora                  | Israelândia                 |
| Centro Goiano   | Ipora                  | Ivolândia                   |
| Centro Goiano   | Ipora                  | Jaupaci                     |
| Centro Goiano   | Ipora                  | Moiporá                     |
| Centro Goiano   | Ipora                  | Novo Brasil                 |
| Leste Goiano    | Entorno de Brasilia    | Abadiânia                   |
| Leste Goiano    | Entorno de Brasilia    | Água Fria de Goiás          |
| Leste Goiano    | Entorno de Brasilia    | Águas Lindas de Goiás       |
| Leste Goiano    | Entorno de Brasilia    | Alexânia                    |
| Leste Goiano    | Entorno de Brasilia    | Cabeceiras                  |
| Leste Goiano    | Entorno de Brasilia    | Cidade Ocidental            |
| Leste Goiano    | Entorno de Brasilia    | Cocalzinho de Goiás         |
| Leste Goiano    | Entorno de Brasilia    | Corumbá de Goiás            |
| Leste Goiano    | Entorno de Brasilia    | Cristalina                  |
| Leste Goiano    | Entorno de Brasilia    | Formosa                     |
| Leste Goiano    | Entorno de Brasilia    | Luziânia                    |
| Leste Goiano    | Entorno de Brasilia    | Mimoso de Goiás             |
| Leste Goiano    | Entorno de Brasilia    | Novo Gama                   |
| Leste Goiano    | Entorno de Brasilia    | Padre Bernardo              |
| Leste Goiano    | Entorno de Brasilia    | Pirenópolis                 |
| Leste Goiano    | Entorno de Brasilia    | Planaltina                  |
| Leste Goiano    | Entorno de Brasilia    | Santo Antônio do Descoberto |
| Leste Goiano    | Entorno de Brasilia    | Valparaíso de Goiás         |
| Leste Goiano    | Entorno de Brasilia    | Vila Boa                    |
| Leste Goiano    | Entorno de Brasilia    | Vila Propício               |
| Leste Goiano    | Vao do Parana          | Alvorada do Norte           |
| Leste Goiano    | Vao do Parana          | Buritinópolis               |
| Leste Goiano    | Vao do Parana          | Damianópolis                |
| Leste Goiano    | Vao do Parana          | Divinópolis de Goiás        |
| Leste Goiano    | Vao do Parana          | Flores de Goiás             |
| Leste Goiano    | Vao do Parana          | Guarani de Goiás            |
| Leste Goiano    | Vao do Parana          | Iaciara                     |
| Leste Goiano    | Vao do Parana          | Mambaí                      |
| Leste Goiano    | Vao do Parana          | Posse                       |
| Leste Goiano    | Vao do Parana          | São Domingos                |
| Leste Goiano    | Vao do Parana          | Simolândia                  |
| Leste Goiano    | Vao do Parana          | Sítio d'Abadia              |
| Noroeste Goiano | Aragarcas              | Aragarças                   |
| Noroeste Goiano | Aragarcas              | Arenópolis                  |
| Noroeste Goiano | Aragarcas              | Baliza                      |
| Noroeste Goiano | Aragarcas              | Bom Jardim de Goiás         |
| Noroeste Goiano | Aragarcas              | Diorama                     |
| Noroeste Goiano | Aragarcas              | Montes Claros de Goiás      |
| Noroeste Goiano | Aragarcas              | Piranhas, Goiás             |
| Noroeste Goiano | Rio Vermelho           | Araguapaz                   |
| Noroeste Goiano | Rio Vermelho           | Aruanã                      |
| Noroeste Goiano | Rio Vermelho           | Britânia                    |
| Noroeste Goiano | Rio Vermelho           | Faina                       |
| Noroeste Goiano | Rio Vermelho           | Goiás                       |
| Noroeste Goiano | Rio Vermelho           | Itapirapuã                  |
| Noroeste Goiano | Rio Vermelho           | Jussara                     |
| Noroeste Goiano | Rio Vermelho           | Matrinchã                   |
| Noroeste Goiano | Rio Vermelho           | Santa Fé de Goiás           |
| Noroeste Goiano | Sao Miguel do Araguaia | Crixás                      |
| Noroeste Goiano | Sao Miguel do Araguaia | Mozarlândia                 |
| Noroeste Goiano | Sao Miguel do Araguaia | Mundo Novo                  |
| Noroeste Goiano | Sao Miguel do Araguaia | Nova Crixás                 |
| Noroeste Goiano | Sao Miguel do Araguaia | Novo Planalto               |
| Noroeste Goiano | Sao Miguel do Araguaia | São Miguel do Araguaia      |
| Noroeste Goiano | Sao Miguel do Araguaia | Uirapuru                    |
| Norte Goiano    | Chapada dos Veadeiros  | Alto Paraíso de Goiás       |
| Norte Goiano    | Chapada dos Veadeiros  | Campos Belos                |
| Norte Goiano    | Chapada dos Veadeiros  | Cavalcante                  |
| Norte Goiano    | Chapada dos Veadeiros  | Colinas do Sul              |
| Norte Goiano    | Chapada dos Veadeiros  | Monte Alegre de Goiás       |
| Norte Goiano    | Chapada dos Veadeiros  | Nova Roma                   |
| Norte Goiano    | Chapada dos Veadeiros  | São João d'Aliança          |
| Norte Goiano    | Chapada dos Veadeiros  | Teresina de Goiás           |
| Norte Goiano    | Porangatu              | Alto Horizonte              |
| Norte Goiano    | Porangatu              | Amaralina                   |
| Norte Goiano    | Porangatu              | Bonópolis                   |
| Norte Goiano    | Porangatu              | Campinaçu                   |
| Norte Goiano    | Porangatu              | Campinorte                  |
| Norte Goiano    | Porangatu              | Campos Verdes               |
| Norte Goiano    | Porangatu              | Estrela do Norte            |
| Norte Goiano    | Porangatu              | Formoso                     |
| Norte Goiano    | Porangatu              | Mara Rosa                   |
| Norte Goiano    | Porangatu              | Minaçu                      |
| Norte Goiano    | Porangatu              | Montividiu do Norte         |
| Norte Goiano    | Porangatu              | Mutunópolis                 |
| Norte Goiano    | Porangatu              | Niquelândia                 |
| Norte Goiano    | Porangatu              | Nova Iguaçu de Goiás        |
| Norte Goiano    | Porangatu              | Porangatu                   |
| Norte Goiano    | Porangatu              | Santa Tereza de Goiás       |
| Norte Goiano    | Porangatu              | Santa Terezinha de Goiás    |
| Norte Goiano    | Porangatu              | Trombas                     |
| Norte Goiano    | Porangatu              | Uruaçu                      |
| Sul Goiano      | Catalao                | Anhanguera                  |
| Sul Goiano      | Catalao                | Campo Alegre de Goiás       |
| Sul Goiano      | Catalao                | Catalão                     |
| Sul Goiano      | Catalao                | Corumbaíba                  |
| Sul Goiano      | Catalao                | Cumari                      |
| Sul Goiano      | Catalao                | Davinópolis                 |
| Sul Goiano      | Catalao                | Goiandira                   |
| Sul Goiano      | Catalao                | Ipameri                     |
| Sul Goiano      | Catalao                | Nova Aurora                 |
| Sul Goiano      | Catalao                | Ouvidor                     |
| Sul Goiano      | Catalao                | Três Ranchos                |
| Sul Goiano      | Meia Ponte             | Água Limpa                  |
| Sul Goiano      | Meia Ponte             | Aloândia                    |
| Sul Goiano      | Meia Ponte             | Bom Jesus de Goiás          |
| Sul Goiano      | Meia Ponte             | Buriti Alegre               |
| Sul Goiano      | Meia Ponte             | Cachoeira Dourada           |
| Sul Goiano      | Meia Ponte             | Caldas Novas                |
| Sul Goiano      | Meia Ponte             | Cromínia                    |
| Sul Goiano      | Meia Ponte             | Goiatuba                    |
| Sul Goiano      | Meia Ponte             | Inaciolândia                |
| Sul Goiano      | Meia Ponte             | Itumbiara                   |
| Sul Goiano      | Meia Ponte             | Joviânia                    |
| Sul Goiano      | Meia Ponte             | Mairipotaba                 |
| Sul Goiano      | Meia Ponte             | Marzagão                    |
| Sul Goiano      | Meia Ponte             | Morrinhos                   |
| Sul Goiano      | Meia Ponte             | Panamá                      |
| Sul Goiano      | Meia Ponte             | Piracanjuba                 |
| Sul Goiano      | Meia Ponte             | Pontalina                   |
| Sul Goiano      | Meia Ponte             | Porteirão                   |
| Sul Goiano      | Meia Ponte             | Professor Jamil             |
| Sul Goiano      | Meia Ponte             | Rio Quente                  |
| Sul Goiano      | Meia Ponte             | Vicentinópolis              |
| Sul Goiano      | Pires do Rio           | Cristianópolis              |
| Sul Goiano      | Pires do Rio           | Gameleira de Goiás          |
| Sul Goiano      | Pires do Rio           | Orizona                     |
| Sul Goiano      | Pires do Rio           | Palmelo                     |
| Sul Goiano      | Pires do Rio           | Pires do Rio                |
| Sul Goiano      | Pires do Rio           | Santa Cruz de Goiás         |
| Sul Goiano      | Pires do Rio           | São Miguel do Passa Quatro  |
| Sul Goiano      | Pires do Rio           | Silvânia                    |
| Sul Goiano      | Pires do Rio           | Urutaí                      |
| Sul Goiano      | Pires do Rio           | Vianópolis                  |
| Sul Goiano      | Quirinopolis           | Cachoeira Alta              |
| Sul Goiano      | Quirinopolis           | Caçu                        |
| Sul Goiano      | Quirinopolis           | Gouvelândia                 |
| Sul Goiano      | Quirinopolis           | Itajá                       |
| Sul Goiano      | Quirinopolis           | Itarumã                     |
| Sul Goiano      | Quirinopolis           | Lagoa Santa                 |
| Sul Goiano      | Quirinopolis           | Paranaiguara                |
| Sul Goiano      | Quirinopolis           | Quirinópolis                |
| Sul Goiano      | Quirinopolis           | São Simão                   |
| Sul Goiano      | Sudoeste de Goias      | Aparecida do Rio Doce       |
| Sul Goiano      | Sudoeste de Goias      | Aporé                       |
| Sul Goiano      | Sudoeste de Goias      | Caiapônia                   |
| Sul Goiano      | Sudoeste de Goias      | Castelândia                 |
| Sul Goiano      | Sudoeste de Goias      | Chapadão do Céu             |
| Sul Goiano      | Sudoeste de Goias      | Doverlândia                 |
| Sul Goiano      | Sudoeste de Goias      | Jataí                       |
| Sul Goiano      | Sudoeste de Goias      | Maurilândia                 |
| Sul Goiano      | Sudoeste de Goias      | Mineiros                    |
| Sul Goiano      | Sudoeste de Goias      | Montividiu                  |
| Sul Goiano      | Sudoeste de Goias      | Palestina de Goiás          |
| Sul Goiano      | Sudoeste de Goias      | Perolândia                  |
| Sul Goiano      | Sudoeste de Goias      | Portelândia                 |
| Sul Goiano      | Sudoeste de Goias      | Rio Verde                   |
| Sul Goiano      | Sudoeste de Goias      | Santa Helena de Goiás       |
| Sul Goiano      | Sudoeste de Goias      | Santa Rita do Araguaia      |
| Sul Goiano      | Sudoeste de Goias      | Santo Antônio da Barra      |
| Sul Goiano      | Sudoeste de Goias      | Serranópolis                |
| Sul Goiano      | Vale do Rio dos Bois   | Acreúna                     |
| Sul Goiano      | Vale do Rio dos Bois   | Campestre de Goiás          |
| Sul Goiano      | Vale do Rio dos Bois   | Cezarina                    |
| Sul Goiano      | Vale do Rio dos Bois   | Edealina                    |
| Sul Goiano      | Vale do Rio dos Bois   | Edéia                       |
| Sul Goiano      | Vale do Rio dos Bois   | Indiara                     |
| Sul Goiano      | Vale do Rio dos Bois   | Jandaia                     |
| Sul Goiano      | Vale do Rio dos Bois   | Palmeiras de Goiás          |
| Sul Goiano      | Vale do Rio dos Bois   | Palminópolis                |
| Sul Goiano      | Vale do Rio dos Bois   | Paraúna                     |
| Sul Goiano      | Vale do Rio dos Bois   | São João da Paraúna         |
| Sul Goiano      | Vale do Rio dos Bois   | Turvelândia                 |
| Sul Goiano      | Vale do Rio dos Bois   | Varjão                      |

## Ordonate după populație

### Peste 500.000 de locuitori
|   | Municipiu | Populație (IBGE iulie/2007) |
| - | --------- | --------------------------- |
| 1 | Goiânia   | 1.244.645                   |

### Peste 100,000 de locuitori
|   | Municipiu             | Populație (IBGE Jul/2007) |
| - | --------------------- | ------------------------- |
| 2 | Aparecida de Goiânia  | 475,303                   |
| 3 | Anápolis              | 325,544                   |
| 4 | Luziânia              | 196,046                   |
| 5 | Rio Verde             | 149,382                   |
| 6 | Águas Lindas de Goiás | 131,884                   |
| 7 | Valparaíso de Goiás   | 114,450                   |

### Peste 50.000 de locuitori
|    | Municipiu                   | Populație (IBGE 2007) |
| -- | --------------------------- | --------------------- |
| 8  | Trindade                    | 97,491                |
| 9  | Formosa                     | 90,212                |
| 10 | Itumbiara                   | 88,109                |
| 11 | Novo Gama                   | 83,599                |
| 12 | Jataí                       | 81,972                |
| 13 | Planaltina                  | 76,376                |
| 14 | Catalão                     | 75,623                |
| 15 | Senador Canedo              | 70,599                |
| 16 | Caldas Novas                | 62,204                |
| 17 | Santo Antônio do Descoberto | 55,621                |
| 18 | Goianésia                   | 53,86                 |

### Peste 25.000 de locuitori
|    | Municipiu                | Populație (IBGE 2007) |
| -- | ------------------------ | --------------------- |
| 19 | Cidade Ocidental         | 48,589                |
| 20 | Mineiros                 | 45,189                |
| 21 | Inhumas                  | 44,983                |
| 22 | Porangatu                | 39,238                |
| 23 | Morrinhos                | 38,997                |
| 24 | Jaraguá                  | 38,968                |
| 25 | Niquelândia              | 38,517                |
| 26 | Quirinópolis             | 38,064                |
| 27 | Cristalina               | 36,614                |
| 28 | Santa Helena de Goiás    | 35,027                |
| 29 | Uruaçu                   | 33,382                |
| 30 | Goiatuba                 | 31,225                |
| 31 | Iporá                    | 31,060                |
| 32 | Minaçu                   | 31,041                |
| 33 | Itaberaí                 | 30,609                |
| 34 | Posse                    | 28,850                |
| 35 | São Luís de Montes Belos | 26,784                |
| 36 | Pires do Rio             | 26,657                |
| 37 | Itapuranga               | 24,832                |
| 38 | Goiás                    | 24,472                |
| 39 | São Miguel do Araguaia   | 22,468                |

### Peste 10,000 de locuitori
|    | Municipiu           | Populație (IBGE iulie/2005) |
| -- | ------------------- | --------------------------- |
| 40 | Padre Bernardo      | 24,655                      |
| 41 | Piracanjuba         | 24,252                      |
| 42 | Ipameri             | 23,777                      |
| 43 | Goianira            | 23,613                      |
| 44 | Alexânia            | 22,287                      |
| 45 | Nerópolis           | 22,081                      |
| 46 | Bela Vista de Goiás | 21,611                      |
| 47 | Pirenópolis         | 21,241                      |
| 48 | Acreúna             | 20,959                      |
| 49 | Jussara             | 19,481                      |
| 50 | Anicuns             | 19,097                      |
| 51 | Ceres               | 19,026                      |
| 52 | Silvânia            | 19,022                      |
| 53 | Rubiataba           | 18,965                      |
| 54 | Palmeiras de Goiás  | 18,566                      |
| 55 | Campos Belos        | 18,489                      |
| 56 | Aragarças           | 18,378                      |
| 57 | Bom Jesus de Goiás  | 17,764                      |
| 58 | Cocalzinho de Goiás | 17,299                      |
| 59 | Pontalina           | 17,257                      |
| 60 | Guapó               | 15,199                      |
| 61 | Caiapônia           | 15,148                      |
| 62 | São Simão           | 15,091                      |
| 63 | Hidrolândia         | 14,860                      |
| 64 | Itapaci             | 14,732                      |
| 65 | Uruana              | 14,051                      |
| 66 | Orizona             | 13,440                      |
| 67 | Indiara             | 13,052                      |
| 68 | Goianápolis         | 12,825                      |
| 69 | Abadiânia           | 12,736                      |
| 70 | Vianópolis          | 12,699                      |
| 71 | Itapirapuã          | 11,986                      |
| 72 | Piranhas            | 11,959                      |
| 73 | Mozarlândia         | 11,880                      |
| 74 | Crixás              | 11,818                      |
| 75 | Iaciara             | 11,758                      |
| 76 | Paraúna             | 11,462                      |
| 77 | Mara Rosa           | 11,406                      |
| 78 | Nova Crixás         | 11,035                      |
| 79 | Rialma              | 11,023                      |
| 80 | Edéia               | 10,990                      |
| 81 | Campinorte          | 10,508                      |
| 82 | Caçu                | 10,166                      |
| 83 | Petrolina de Goiás  | 10,155                      |
| 84 | Firminópolis        | 10,004                      |
| 85 | Maurilândia         | 10,001                      |

### Peste 5.000 de locuitori
|     | Municipiu                | Populație (IBGE iulie/2005) |
| --- | ------------------------ | --------------------------- |
| 86  | Corumbá de Goiás         | 9,915                       |
| 87  | Cavalcante               | 9,773                       |
| 88  | Mundo Novo               | 9,759                       |
| 89  | Nova Glória              | 9,218                       |
| 90  | São Domingos             | 9,201                       |
| 91  | Santa Terezinha de Goiás | 9,191                       |
| 92  | Montividiu               | 9,077                       |
| 93  | Flores de Goiás          | 9,045                       |
| 94  | Buriti Alegre            | 8,703                       |
| 95  | Cachoeira Alta           | 8,672                       |
| 96  | Paranaiguara             | 8,639                       |
| 97  | Cachoeira Dourada        | 8,539                       |
| 98  | Bom Jardim de Goiás      | 8,119                       |
| 99  | Itauçu                   | 8,026                       |
| 100 | Leopoldo de Bulhões      | 8,010                       |
| 101 | São João d'Aliança       | 7,751                       |
| 102 | Montes Claros de Goiás   | 7,703                       |
| 103 | Alvorada do Norte        | 7,666                       |
| 104 | Sanclerlândia            | 7,641                       |
| 105 | Carmo do Rio Verde       | 7,608                       |
| 106 | Doverlândia              | 7,521                       |
| 107 | Aragoiânia               | 7,519                       |
| 108 | Alto Paraíso de Goiás    | 7,428                       |
| 109 | Corumbaíba               | 7,360                       |
| 110 | Nova Veneza              | 7,298                       |
| 111 | Araguapaz                | 7,271                       |
| 112 | Joviânia                 | 7,205                       |
| 113 | Faina                    | 7,053                       |
| 114 | Fazenda Nova             | 7,048                       |
| 115 | Cezarina                 | 6,996                       |
| 116 | Cabeceiras               | 6,942                       |
| 117 | Nazário                  | 6,873                       |
| 118 | Bonfinópolis             | 6,624                       |
| 119 | Simolândia               | 6,621                       |
| 120 | Vicentinópolis           | 6,503                       |
| 121 | Abadia de Goiás          | 6,294                       |
| 122 | Jandaia                  | 6,259                       |
| 123 | Monte Alegre de Goiás    | 6,219                       |
| 124 | Terezópolis de Goiás     | 6,085                       |
| 125 | São Francisco de Goiás   | 6,044                       |
| 126 | Itajá                    | 5,884                       |
| 127 | Britânia                 | 5,651                       |
| 128 | Barro Alto               | 5,625                       |
| 129 | Santa Bárbara de Goiás   | 5,619                       |
| 130 | Serranópolis             | 5,565                       |
| 131 | Santa Rita do Araguaia   | 5,433                       |
| 132 | Inaciolândia             | 5,416                       |
| 133 | Mambaí                   | 5,397                       |
| 134 | Divinópolis de Goiás     | 5,264                       |
| 135 | Formoso                  | 5,233                       |
| 136 | Itaguaru                 | 5,224                       |
| 137 | Aruanã                   | 5,212                       |
| 138 | Campo Limpo de Goiás     | 5,188                       |
| 139 | Itarumã                  | 5,187                       |
| 140 | Chapadão do Céu          | 5,100                       |
| 141 | Mossâmedes               | 5,044                       |

### Sub 5.000 de locuitori
|     | Municipiu                  | Populație (IBGE iulie/2005) |
| --- | -------------------------- | --------------------------- |
| 142 | Americano do Brasil        | 4,978                       |
| 143 | Turvânia                   | 4,977                       |
| 144 | Matrinchã                  | 4,928                       |
| 145 | Vila Propício              | 4,923                       |
| 146 | Água Fria de Goiás         | 4,778                       |
| 147 | Goiandira                  | 4,716                       |
| 148 | Ouvidor                    | 4,627                       |
| 149 | Montividiu do Norte        | 4,620                       |
| 150 | Itaguari                   | 4,573                       |
| 151 | Santo Antônio da Barra     | 4,544                       |
| 152 | Campo Alegre de Goiás      | 4,523                       |
| 153 | Caturaí                    | 4,453                       |
| 154 | Santa Tereza de Goiás      | 4,443                       |
| 155 | Santa Fé de Goiás          | 4,434                       |
| 156 | Ouro Verde de Goiás        | 4,420                       |
| 157 | Rianápolis                 | 4,410                       |
| 158 | Araçu                      | 4,400                       |
| 159 | Castelândia                | 4,364                       |
| 160 | Hidrolina                  | 4,278                       |
| 161 | Aurilândia                 | 4,216                       |
| 162 | Turvelândia                | 4,205                       |
| 163 | São Luíz do Norte          | 4,160                       |
| 164 | Portelândia                | 4,119                       |
| 165 | Guarani de Goiás           | 4,093                       |
| 166 | Amorinópolis               | 3,968                       |
| 167 | Gouvelândia                | 3,929                       |
| 168 | Arenópolis                 | 3,906                       |
| 169 | São Miguel do Passa Quatro | 3,895                       |
| 170 | Mutunópolis                | 3,892                       |
| 171 | Colinas do Sul             | 3,855                       |
| 172 | Cromínia                   | 3,823                       |
| 173 | Santo Antônio de Goiás     | 3,806                       |
| 174 | Novo Brasil                | 3,794                       |
| 175 | Professor Jamil            | 3,765                       |
| 176 | Heitoraí                   | 3,711                       |
| 177 | Campestre de Goiás         | 3,700                       |
| 178 | Edealina                   | 3,655                       |
| 179 | Perolândia                 | 3,639                       |
| 180 | Santa Cruz de Goiás        | 3,601                       |
| 181 | Buritinópolis              | 3,590                       |
| 182 | Varjão                     | 3,579                       |
| 183 | Vila Boa                   | 3,567                       |
| 184 | Palminópolis               | 3,518                       |
| 185 | Aporé                      | 3,500                       |
| 186 | Caldazinha                 | 3,435                       |
| 187 | Santa Isabel               | 3,407                       |
| 188 | Estrela do Norte           | 3,405                       |
| 189 | Palestina de Goiás         | 3,390                       |
| 190 | Teresina de Goiás          | 3,344                       |
| 191 | Taquaral de Goiás          | 3,285                       |
| 192 | Santa Rosa de Goiás        | 3,276                       |
| 193 | Urutaí                     | 3,273                       |
| 194 | Cristianópolis             | 3,263                       |
| 195 | Cumari                     | 3,244                       |
| 196 | Campinaçu                  | 3,221                       |
| 197 | Três Ranchos               | 3,189                       |
| 198 | Jaupaci                    | 3,154                       |
| 199 | Santa Rita do Novo Destino | 3,131                       |
| 200 | Amaralina                  | 3,115                       |
| 201 | Nova Roma                  | 3,092                       |
| 202 | Uirapuru                   | 3,081                       |
| 203 | Damianópolis               | 3,070                       |
| 204 | Trombas                    | 3,061                       |
| 205 | Brazabrantes               | 3,046                       |
| 206 | Buriti de Goiás            | 3,038                       |
| 207 | Ivolândia                  | 2,978                       |
| 208 | Porteirão                  | 2,959                       |
| 209 | Panamá                     | 2,948                       |
| 210 | Rio Quente                 | 2,886                       |
| 211 | Guaraíta                   | 2,835                       |
| 212 | Novo Planalto              | 2,829                       |
| 213 | Alto Horizonte             | 2,825                       |
| 214 | Israelândia                | 2,783                       |
| 215 | Gameleira de Goiás         | 2,782                       |
| 216 | Córrego do Ouro            | 2,775                       |
| 217 | Ipiranga de Goiás          | 2,766                       |
| 218 | Aparecida do Rio Doce      | 2,727                       |
| 219 | Campos Verdes              | 2,675                       |
| 220 | Sítio d'Abadia             | 2,639                       |
| 221 | Avelinópolis               | 2,614                       |
| 222 | Bonópolis                  | 2,576                       |
| 223 | Damolândia                 | 2,560                       |
| 224 | Adelândia                  | 2,536                       |
| 225 | Morro Agudo de Goiás       | 2,466                       |
| 226 | Palmelo                    | 2,426                       |
| 227 | Diorama                    | 2,411                       |
| 228 | Pilar de Goiás             | 2,395                       |
| 229 | Nova Iguaçu de Goiás       | 2,369                       |
| 230 | Água Limpa                 | 2,365                       |
| 231 | Guarinos                   | 2,301                       |
| 232 | Nova América               | 2,287                       |
| 233 | Marzagão                   | 2,243                       |
| 234 | Mairipotaba                | 2,239                       |
| 235 | Aloândia                   | 2,213                       |
| 236 | Mimoso de Goiás            | 2,206                       |
| 237 | Jesúpolis                  | 2,141                       |
| 238 | São João da Paraúna        | 2,115                       |
| 239 | Davinópolis                | 2,030                       |
| 240 | Nova Aurora                | 1,978                       |
| 241 | Moiporá                    | 1,878                       |
| 242 | São Patrício               | 1,845                       |
| 243 | Cachoeira de Goiás         | 1,537                       |
| 244 | Baliza                     | 1,106                       |
| 245 | Lagoa Santa                | 958                         |
| 246 | Anhanguera                 | 911                         |

## Ordonate după suprafață și populație
Aceasta este o listă de municipalii din statul Goiás, Brazilia. Numărul populației  este estimat pentru anul 2005, iar suprafața conform datelor din 2002.  
| Municipiu             | Populație | Suprafață (km2) |
| --------------------- | --------- | --------------- |
| Abadia de Goiás       | 6,294     | 146.4           |
| Abadiânia             | 12,736    | 1,047.0         |
| Acreúna               | 20,959    | 1,571.1         |
| Adelândia             | 2,536     | 115.7           |
| Água Fria de Goiás    | 4,778     | 2,036.7         |
| Águas Lindas de Goiás | 159,294   | 278.0           |
| Alexânia              | 22,287    | 850.8           |
| Aloândia              | 2,213     | 102.5           |
| Alto Horizonte        | 2,825     | 505.6           |
| Alto Paraíso de Goiás | 7,428     | 2,603.4         |
| Alvorada do Norte     | 7,666     | 1,296.6         |
| Amaralina             | 3,115     | 1,418.1         |
| Americano do Brasil   | 4,978     | 134,0           |
| Amorinópolis          | 3,968     | 409.9           |
| Anápolis              | 313,412   | 918.3           |
| Anhanguera            | 911       | 55.0            |
| Anicuns               | 19,097    | 1,750.0         |
| Aparecida de Goiânia  | 435,323   | 290.1           |
| Aparecida do Rio Doce | 2,727     | 290.0           |
| Aporé                 | 3,500     | 2,909.0         |
| Araçu                 | 4,400     | 154,0           |
| Aragarças             | 18,378    | 660.6           |
| Aragoiânia            | 7,519     | 219.5           |
| Araguapaz             | 7,271     | 2,127.0         |
| Arenópolis            | 3,906     | 1,078.3         |
| Aruanã                | 5,212     | 3,180.0         |
| Aurilândia            | 4,216     | 567.0           |
| Avelinópolis          | 2,614     | 164.6           |
| Baliza                | 1,106     | 567.0           |
| Barro Alto            | 5,625     | 1,231.8         |
| Bela Vista de Goiás   | 21,611    | 1,280.9         |
| Bom Jardim de Goiás   | 8,119     | 1,557.0         |
| Bom Jesus de Goiás    | 17,764    | 1,409.0         |
| Bonfinópolis          | 6,624     | 122.2           |
| Bonópolis             | 2,576     | 1,634.5         |
| Brazabrantes          | 1,876     | 124.0           |
| Britânia              | 5,651     | 1,562.0         |
| Buriti Alegre         | 8,703     | 945.0           |
| Buriti de Goiás       | 3,038     | 200.0           |
| Buritinópolis         | 3,590     | 269.1           |
| Cabeceiras            | 6,942     | 1,117.4         |
| Cachoeira Alta        | 8,672     | 1,659.4         |
| Cachoeira de Goiás    | 1,537     | 417.1           |
| Cachoeira Dourada     | 8,539     | 732.0           |
| Caçu                  | 10,166    | 2,257.8         |
| Caiapônia             | 15,148    | 8,682.0         |
| Caldas Novas          | 65,637    | 1,588.0         |
| Caldazinha            | 3,435     | 312.0           |
| Campestre de Goiás    | 3,700     | 274.7           |
| Campinaçu             | 3,221     | 1,981.7         |
| Campinorte            | 10,508    | 1,068.0         |
| Campo Alegre de Goiás | 4,523     | 2,459.0         |
| Campo Limpo de Goiás  | 5,188     | 156.0           |
| Campos Belos          | 18,489    | 786.0           |
| Campos Verdes         | 2,675     | 443.0           |
| Carmo do Rio Verde    | 7,608     | 457.5           |
| Castelândia           | 4,364     | 298.4           |
| Catalão               | 70,574    | 3,789.5         |
| Caturaí               | 4,453     | 206.0           |
| Cavalcante            | 9,773     | 6,979.5         |
| Ceres                 | 19,026    | 456.6           |
| Cezarina              | 6,996     | 417.2           |
| Chapadão do Céu       | 5,100     | 2,190.0         |
| Cidade Ocidental      | 47,499    | 389.8           |
| Cocalzinho de Goiás   | 17,299    | 1,794.0         |
| Colinas do Sul        | 3,855     | 1,714.5         |
| Córrego do Ouro       | 2,755     | 463.9           |
| Corumbá de Goiás      | 9,915     | 1,736.0         |
| Corumbaíba            | 7,360     | 1,875.0         |
| Cristalina            | 39,867    | 6,188.7         |
| Cristianópolis        | 3,263     | 226.1           |
| Crixás                | 2,755     | 4,661.5         |
| Cromínia              | 3,823     | 371.1           |
| Cumari                | 3,244     | 577.0           |
| Damianópolis          | 3,070     | 416.9           |
| Damolândia            | 2,560     | 84.9            |
| Davinópolis           | 2,030     | 521.8           |
| Diorama               | 2,411     | 689.6           |
| Divinópolis de Goiás  | 5,264     | 834.3           |
| Doverlândia           | 3,655     | 3,218.2         |
| Edealina              | 7,521     | 606.6           |
| Edéia                 | 10,990    | 1,466.3         |
| Estrela do Norte      | 3,405     | 302.7           |
| Faina                 | 7,053     | 1,951.8         |
| Fazenda Nova          | 7,048     | 1,285.7         |
| Firminópolis          | 10,004    | 407.5           |
| Flores de Goiás       | 9,045     | 3,722.8         |
| Formosa               | 90,247    | 5,806.8         |
| Formoso               | 5,233     | 847.4           |
| Gameleira de Goiás    | 2,782     | 595.0           |
| Goianápolis           | 12,825    | 162.38          |
| Goiandira             | 4,716     | 560.7           |
| Goianésia             | 52,684    | 1,547.6         |
| Goiânia               | 1,201,006 | 739.5           |
| Goianira              | 23,613    | 577.0           |
| Goiás                 | 26,705    | 3,108.0         |
| Goiatuba              | 31,924    | 2,475.1         |
| Gouvelândia           | 3,929     | 830.7           |
| Guapó                 | 15,199    | 517.0           |
| Guaraíta              | 2,835     | 205.3           |
| Guarani de Goiás      | 4,093     | 1,229.1         |
| Guarinos              | 2,301     | 595.8           |
| Heitoraí              | 3,711     | 229.6           |
| Hidrolândia           | 14,860    | 944.2           |
| Hidrolina             | 4,278     | 580.4           |
| Iaciara               | 11,758    | 1,625.2         |
| Inaciolândia          | 5,416     | 688.3           |
| Indiara               | 13,052    | 956.4           |
| Inhumas               | 47,361    | 613.3           |
| Ipameri               | 23,777    | 4,368.6         |
| Ipiranga de Goiás     | 2,766     | 241.4           |
| Iporá                 | 32,310    | 1,026.4         |
| Israelândia           | 2,783     | 577.4           |
| Itaberaí              | 29,775    | 1,471.1         |
| Itaguari              | 4,573     | 135.5           |
| Itaguaru              | 5,224     | 239.9           |
| Itajá                 | 5,884     | 2,091.3         |
| Itapaci               | 14,732    | 956.1           |
| Itapirapuã            | 11,986    | 2,043.7         |
| Itapuranga            | 25,646    | 1,277.2         |
| Itarumã               | 5,187     | 3,433.6         |
| Itauçu                | 8,026     | 383.7           |

| Municipiu                   | Populație | Suprafață (km2) |
| --------------------------- | --------- | --------------- |
| Itumbiara                   | 85,724    | 2,461.3         |
| Ivolândia                   | 2,978     | 1,262.8         |
| Jandaia                     | 6,259     | 864.1           |
| Jaraguá                     | 36,479    | 1,888.9         |
| Jataí                       | 83,479    | 7,174.2         |
| Jaupaci                     | 3,154     | 527.2           |
| Jesúpolis                   | 2,141     | 120.9           |
| Joviânia                    | 7,205     | 454.9           |
| Jussara                     | 19,481    | 4,092.4         |
| Lagoa Santa                 | 958       | 750.0           |
| Leopoldo de Bulhões         | 8,010     | 495.0           |
| Luziânia                    | 180,227   | 3,961.0         |
| Mambaí                      | 5,397     | 859.5           |
| Mara Rosa                   | 11,406    | 1,703.9         |
| Marzagão                    | 2,243     | 228.0           |
| Matrinchã                   | 4,928     | 1,150.8         |
| Mimoso de Goiás             | 2,206     | 1,386.9         |
| Minaçu                      | 34,435    | 2,860.7         |
| Mineiros                    | 43,961    | 8,896.3         |
| Moiporá                     | 1,878     | 460.6           |
| Monte Alegre de Goiás       | 6,219     | 3,119.8         |
| Montes Claros de Goiás      | 7,703     | 2,899.2         |
| Montividiu                  | 9,077     | 1,874.6         |
| Montividiu do Norte         | 4,620     | 1,332.9         |
| Morrinhos                   | 39,745    | 2,846.2         |
| Morro Agudo de Goiás        | 2,466     | 282.6           |
| Mossâmedes                  | 5,044     | 584.4           |
| Mozarlândia                 | 11,880    | 1,734.3         |
| Mundo Novo                  | 9,759     | 2,146.6         |
| Mutunópolis                 | 3,892     | 869.0           |
| Nazário                     | 6,873     | 300.1           |
| Nerópolis                   | 22,081    | 204.2           |
| Niquelândia                 | 22,081    | 9,843.0         |
| Nova América                | 2,287     | 212,0           |
| Nova Aurora                 | 1,978     | 302,6           |
| Nova Crixás                 | 11,035    | 7,298.7         |
| Nova Glória                 | 9,218     | 412,9           |
| Nova Iguaçu de Goiás        | 2,601     | 630.7           |
| Nova Roma                   | 3,092     | 2,135.9         |
| Nova Veneza                 | 7,928     | 123.3           |
| Novo Brasil                 | 3,794     | 649.9           |
| Novo Gama                   | 93,081    | 191.6           |
| Novo Planalto               | 2,829     | 1,242.6         |
| Orizona                     | 13,440    | 1,972.8         |
| Ouro Verde de Goiás         | 4,627     | 209.6           |
| Ouvidor                     | 4,627     | 413.7           |
| Padre Bernardo              | 24,655    | 3,137.9         |
| Palestina de Goiás          | 18,566    | 1,320.6         |
| Palmeiras de Goiás          | 18,566    | 1,539.6         |
| Palmelo                     | 3,518     | 58.9            |
| Palminópolis                | 2,426     | 387.6           |
| Panamá                      | 2,948     | 433.7           |
| Paranaiguara                | 8,639     | 1,153.7         |
| Paraúna                     | 11,462    | 3,781.2         |
| Perolândia                  | 3,639     | 1,029.6         |
| Petrolina de Goiás          | 10,155    | 540.4           |
| Pilar de Goiás              | 2,395     | 906.6           |
| Piracanjuba                 | 24,252    | 2,405.1         |
| Piranhas                    | 11,959    | 2,047.7         |
| Pirenópolis                 | 21,241    | 2,227.7         |
| Pires do Rio                | 26,229    | 1,076.7         |
| Planaltina                  | 94,717    | 2,539.1         |
| Pontalina                   | 17,257    | 1,428.1         |
| Porangatu                   | 40,307    | 4,820.4         |
| Porteirão                   | 2,959     | 603.9           |
| Portelândia                 | 4,119     | 550.6           |
| Posse                       | 27,591    | 1,949.6         |
| Professor Jamil             | 3,765     | 347.4           |
| Quirinópolis                | 37,913    | 3,780.          |
| Rialma                      | 11,023    | 268.9           |
| Rianápolis                  | 4,410     | 159.3           |
| Rio Quente                  | 2,886     | 256.7           |
| Rio Verde                   | 130,211   | 8,415.4         |
| Rubiataba                   | 18,083    | 2,879.0         |
| Sanclerlândia               | 7,641     | 496.8           |
| Santa Bárbara de Goiás      | 5,619     | 140.1           |
| Santa Cruz de Goiás         | 3,601     | 1,108.9         |
| Santa Fé de Goiás           | 4,434     | 1,160.8         |
| Santa Helena de Goiás       | 35,424    | 1,127.8         |
| Santa Isabel                | 3,407     | 806.8           |
| Santa Rita do Araguaia      | 5,433     | 1,361.7         |
| Santa Rita do Novo Destino  | 3,131     | 956.0           |
| Santa Rosa de Goiás         | 3,276     | 170.9           |
| Santa Tereza de Goiás       | 4,443     | 794.5           |
| Santa Terezinha de Goiás    | 9,191     | 1,202.2         |
| Santo Antônio da Barra      | 4,544     | 451.6           |
| Santo Antônio de Goiás      | 3,806     | 132.8           |
| Santo Antônio do Descoberto | 74,867    | 938.3           |
| São Domingos                | 9,201     | 3,295.5         |
| São Francisco de Goiás      | 6,044     | 339.3           |
| São João d'Aliança          | 7,751     | 3,327.3         |
| São João da Paraúna         | 2,115     | 305.3           |
| São Luís de Montes Belos    | 27,225    | 826.2           |
| São Luíz do Norte           | 4,160     | 586.0           |
| São Miguel do Araguaia      | 25,063    | 6,144.4         |
| São Miguel do Passa Quatro  | 3,895     | 537.8           |
| São Patrício                | 1,845     | 134.5           |
| São Simão                   | 15,091    | 414.0           |
| Senador Canedo              | 71,399    | 244.7           |
| Serranópolis                | 5,565     | 5,526.5         |
| Silvânia                    | 19,022    | 2,264.7         |
| Simolândia                  | 6,621     | 347.8           |
| Sítio d'Abadia              | 2,639     | 1,598.3         |
| Taquaral de Goiás           | 3,285     | 201.4           |
| Teresina de Goiás           | 3,344     | 774.6           |
| Terezópolis de Goiás        | 6,085     | 106.9           |
| Três Ranchos                | 2,560     | 3,189.0         |
| Trindade                    | 99,235    | 713.3           |
| Trombas                     | 3,061     | 799.1           |
| Turvânia                    | 4,977     | 472.3           |
| Turvelândia                 | 4,205     | 934.2           |
| Uirapuru                    | 3,081     | 1,153.4         |
| Uruaçu                      | 33,280    | 2,141.8         |
| Uruana                      | 14,051    | 522.1           |
| Urutaí                      | 3,273     | 626.7           |
| Valparaíso de Goiás         | 119,493   | 60.1            |
| Varjão                      | 3,579     | 519.0           |
| Vianópolis                  | 12,699    | 953.3           |
| Vicentinópolis              | 6,503     | 737.2           |
| Vila Boa                    | 3,567     | 1,060.2         |
| Vila Propício               | 4,923     | 2,181.5         |
| State of Goiás              | 5,619,917 | 340,086.698     |

| Cea mai mare suprafață     | Niquelândia           | 9.843,0 km2 (3.800,4 mi2) |
| Cea mai mică suprafață     | Palmelo               | 58,9 km2 (22,7 mi2)       |
| La cea mai mare altitudine | Alto Paraíso de Goiás | 1,183 metri (3,88 ft)     |
| Cel mai dens populat       | Goiânia               | 1,624.1 loc./km² (2005)   |
| Cel mai slab populat       | Serranópolis          | 1.01 loc./km² (2005)      |
| Cel mai înalt indice IDU   | Chapadão do Céu       | Scor .834                 |